# Nick Woltemade
Nick Woltemade (Bremen, Alemania, 14 de febrero de 2002) es un futbolista alemán que juega de delantero en el VfB Stuttgart de la Bundesliga.

## Trayectoria
Se incorporó al Werder Bremen en 2010 procedente del T. S. Woltmershausen. En la temporada 2018-19 marcó 18 goles y dio ocho asistencias en 24 partidos con el equipo sub-17 del Werder Bremen en la Bundesliga sub-17.
Tras marcar siete goles en ocho partidos con el equipo sub-19, fue convocado por primera vez con el primer equipo para un partido de Bundesliga contra el Bayer Leverkusen el 11 de enero de 2020. El 1 de febrero de 2020 debutó como profesional en una derrota liguera por 2-1 a domicilio ante el F. C. Augsburgo, convirtiéndose en el jugador más joven de la Bundesliga en la historia del Werder Bremen con 17 años, 11 meses y 16 días.
En agosto de 2022, se incorporó al S. V. Elversberg, recién ascendido a la 3. Liga, en calidad de cedido por un año.
Para la temporada 2024-25 se trasladó al VfB Stuttgart y firmó un contrato de cuatro años con el club.

## Selección nacional
El 4 de junio de 2025 hizo su debut con la selección de Alemania en las semifinales de la Liga de Naciones de la UEFA 2024-25 ante Portugal que perdieron por uno a dos.

## Estadísticas

### Clubes
Actualizado al último partido disputado el 17 de mayo de 2025.
| Club                        | Div.          | Temporada     | Liga  | Liga  | Liga   | Copas nacionales | Copas nacionales | Copas nacionales | Copas internacionales | Copas internacionales | Copas internacionales | Total | Total | Total  |
| Club                        | Div.          | Temporada     | Part. | Goles | Asist. | Part.            | Goles            | Asist.           | Part.                 | Goles                 | Asist.                | Part. | Goles | Asist. |
| --------------------------- | ------------- | ------------- | ----- | ----- | ------ | ---------------- | ---------------- | ---------------- | --------------------- | --------------------- | --------------------- | ----- | ----- | ------ |
| Werder Bremen · Alemania    | 1.ª           | 2019-20       | 5     | 0     | 0      | 1                | 0                | 0                | ―                     | ―                     | ―                     | 6     | 0     | 0      |
| Werder Bremen · Alemania    | 1.ª           | 2020-21       | 6     | 0     | 0      | 2                | 0                | 0                | ―                     | ―                     | ―                     | 8     | 0     | 0      |
| Werder Bremen · Alemania    | 2.ª           | 2021-22       | 7     | 0     | 0      | 0                | 0                | 0                | ―                     | ―                     | ―                     | 7     | 0     | 0      |
| Werder Bremen II · Alemania | 4.ª           | 2021-22       | 1     | 0     | 0      | —                | —                | —                | —                     | —                     | —                     | 1     | 0     | 0      |
| Werder Bremen II · Alemania | 4.ª           | 2022-23       | 2     | 0     | 0      | —                | —                | —                | ―                     | ―                     | ―                     | 2     | 0     | 0      |
| Werder Bremen II · Alemania | Total club    | Total club    | 3     | 0     | 0      | 0                | 0                | 0                | 0                     | 0                     | 0                     | 3     | 0     | 0      |
| S. V. Elversberg · Alemania | 3.ª           | 2022-23       | 31    | 10    | 4      | 1                | 0                | 0                | ―                     | ―                     | ―                     | 32    | 10    | 4      |
| S. V. Elversberg · Alemania | Total club    | Total club    | 31    | 10    | 4      | 1                | 0                | 0                | 0                     | 0                     | 0                     | 32    | 10    | 4      |
| Werder Bremen · Alemania    | 1.ª           | 2023-24       | 30    | 2     | 0      | 0                | 0                | 0                | ―                     | ―                     | ―                     | 30    | 2     | 0      |
| Werder Bremen · Alemania    | Total club    | Total club    | 48    | 2     | 0      | 3                | 0                | 0                | 0                     | 0                     | 0                     | 51    | 2     | 0      |
| VfB Stuttgart · Alemania    | 1.ª           | 2024-25       | 28    | 12    | 2      | 5                | 5                | 1                | —                     | —                     | —                     | 33    | 17    | 3      |
| VfB Stuttgart · Alemania    | Total club    | Total club    | 28    | 12    | 2      | 5                | 5                | 1                | 0                     | 0                     | 0                     | 33    | 17    | 3      |
| Total carrera               | Total carrera | Total carrera | 110   | 24    | 6      | 9                | 5                | 1                | 0                     | 0                     | 0                     | 119   | 29    | 7      |

## Palmarés

### Campeonatos nacionales
| Título           | Club          | País     | Año  |
| ---------------- | ------------- | -------- | ---- |
| Copa de Alemania | VfB Stuttgart | Alemania | 2025 |